# Protogrypa citromicta
Protogrypa citromicta är en fjärilsart som beskrevs av Edward Meyrick 1914. Protogrypa citromicta ingår i släktet Protogrypa och familjen fransmalar. Inga underarter finns listade i Catalogue of Life.